# Ballaban Badera
Ballaban Badera, död 1467,  var en osmansk officerare från Mat i Albanien. Han var en produkt av devschirme-systemet och en av de bästa generalerna anställda av sultan Mehmet II. Han mördades år 1467.